# Conclaaf van 1523
Het conclaaf van 1523 vond plaats van 1 oktober tot 19 november 1523 in het Apostolisch Paleis te Rome, en volgde op de dood van paus Adrianus VI op 14 september 1523. Het conclaaf leidde tot de verkiezing van Giulio de' Medici als paus Clemens VII.

## Achtergrond
Paus Adrianus VI, de enige uit de Nederlanden afkomstige paus in de geschiedenis, overleed in september 1523. Zijn relatief korte pontificaat werd gekenmerkt door pogingen tot hervorming binnen de kerk en het aanpakken van corruptie, maar zijn inspanningen werden bemoeilijkt door weerstand binnen de Romeinse Curie. In de aanloop naar het conclaaf, dat midden in de Italiaanse Oorlog viel, waren er verschillende politieke invloeden:
- Frans I van Frankrijk had in 1522 een leger naar Noord-Italië gestuurd en hoopte invloed uit te oefenen op de verkiezing van een pro-Franse kardinaal, zoals Jean de Lorraine of Niccolò Fieschi. Echter, na een nederlaag bij de Slag bij Bicocca verloor Frankrijk aan invloed.
- Keizer Karel V steunde Giulio de' Medici, die bekend stond als een voorstander van het keizerlijke beleid binnen het College van Kardinalen.
- Hendrik VIII van Engeland had een voorkeur voor de verkiezing van Thomas Wolsey, maar zijn invloed was beperkt. Hij stuurde twee brieven: één ter ondersteuning van Medici en een andere voor Wolsey, met instructies om deze in die volgorde te presenteren aan het College.

## Verloop en nasleep
Het conclaaf begon op 1 oktober met de aanwezigheid van 32 kardinalen; negen waren afwezig. Giulio de' Medici had aanvankelijk de steun van 16 of 17 kardinalen. Pompeo Colonna had de op één na meeste steun. Er werd veel gegokt op de uitkomst van het conclaaf, waarbij Alessandro Farnese (de latere paus Paulus III) als favoriet werd beschouwd, gevolgd door Medici. De geheimhouding tijdens het conclaaf was minimaal, aangezien ambassadeurs dagelijks rapporteerden over de stemmingen en leefomstandigheden. Bovendien werd de regel om de rantsoenen te verminderen niet nageleefd. Uiteindelijk werd Giulio de' Medici op 19 november gekozen tot paus en nam hij de naam Clemens VII aan.
De verkiezing van Clemens VII had aanzienlijke gevolgen voor de Katholieke Kerk en de Europese politiek. Zijn pontificaat werd gekenmerkt door complexe relaties met de Europese machten en uitdagingen zoals de Reformatie. Het conclaaf van 1523 wordt vaak beschouwd als het laatste van de Renaissance, vanwege de combinatie van politieke intriges, gokpraktijken en de invloed van externe machten op de pauselijke verkiezing.